# Нуксіс
Нуксіс (італ. Nuxis, сард. Nuxis) — муніципалітет в Італії, у регіоні Сардинія,  провінція Карбонія-Іглезіас.
Нуксіс розташований на відстані близько 440 км на південний захід від Рима, 34 км на захід від Кальярі, 19 км на схід від Карбонії, 26 км на південний схід від Іглезіас.
Населення — 1608 осіб (2014).

## Демографія
Населення за роками:

Станом на 1 січня 2023 року в муніципалітеті офіційно проживало 37 іноземців з 10 країн, серед них 7 громадян країн Євросоюзу та 1 громадянин України.

## Сусідні муніципалітети
- Ассеміні
- Наркао
- Сантаді
- Сілікуа
- Віллаперуччо